# Ken Yackel
Kenneth James "Ken" Yackel, Sr., född 5 mars 1930 i Saint Paul i Minnesota, död 12 juli 1991, var en amerikansk ishockeyspelare.
Yackel blev olympisk silvermedaljör i ishockey vid vinterspelen 1952 i Oslo.